# Canó de tanc
Un canó de tanc és, generalment, l'arma principal dels tancs. A diferència dels primers blindats, que duien diverses metralladores o canons, els tancs actuals gairebé sempre van equipats amb un sol canó com a arma principal.
Els canons de tanc poden ser d'ànima estriada o llisa i, actualment, solen anar muntats a una única torreta giratòria.

## Història
Els tancs van aparèixer durant la Primera Guerra Mundial com a mitjà ofensiu per trencar els fronts atapeïts de metralladores i artilleria, que provocaven enormes baixes entre la infanteria o la cavalleria atacant. Per destruir les defenses i posicions enemigues, aquests primers tancs, es van equipar amb canons i metralladores. Generalment aquestes armes s'instal·laven al davant o als costats del vehicle, amb un angle limitat de tir, que feia que se n'hi haguessin d'instal·lar diverses.

Tripulació d'un Valentine carregant un QF 2 pounder, 2-pdr OQF, durant la Segona Guerra Mundial.

Els britànics van instal·lar petits canons navals a alguns dels seus tancs, fàcils d'orientar i amb bona disponibilitat. Concretament canons 6 pdr, de 57 mil·límetres i 40 calibres, que van muntar als tancs Mark. Els alemanys van equipar el seu A7V amb canons Sokol o Nordenfelt, amb el mateix calibre. Per la seva banda, els francesos, van fer servir canons de 75 mil·límetres, usats ja en l'artilleria, i de 37 mm.
Després del primer enfrontament entre tancs, que va durar unes quantes hores, es va constatar que tots els tancs havien de dur un canó. Aquesta peça havia de poder perforar el blindatge de l'enemic i havia d'anar equipada amb sistemes de punteria que permetessin disparar amb precisió.

### Període d'entreguerres
Acabada la Gran Guerra, tots els bel·ligerants es van adonar que en un futur el tanc seria una peça clau dels camps de batalla. Per això van començar a desenvolupar armes per a la infanteria que poguessin contrarestar els blindats. Les primeres armes antitancs van ser els canons de petit calibre, entre 20 i 47 mm, que amb un projectil massís i una alta velocitat de sortida podien perforar la majoria de blindatges.
Tot i que els tancs d'entreguerres continuaven incorporant obusos curts, alguns blindats ja afegien algun canó antitancs directament adaptat dels primers canons per a la infanteria.
En són exemples, a la dècada dels 30, el canó Skoda A7 de 37 mm i 45 calibres de llarg muntat als tancs txecoslovacs LT-35 i LT-38. O el 2-pdr OQF Mk.IX britànic, de 40 mm i 50 calibres, usat als tancs Matilda, Valentine i Crusader.

### Segona Guerra Mundial

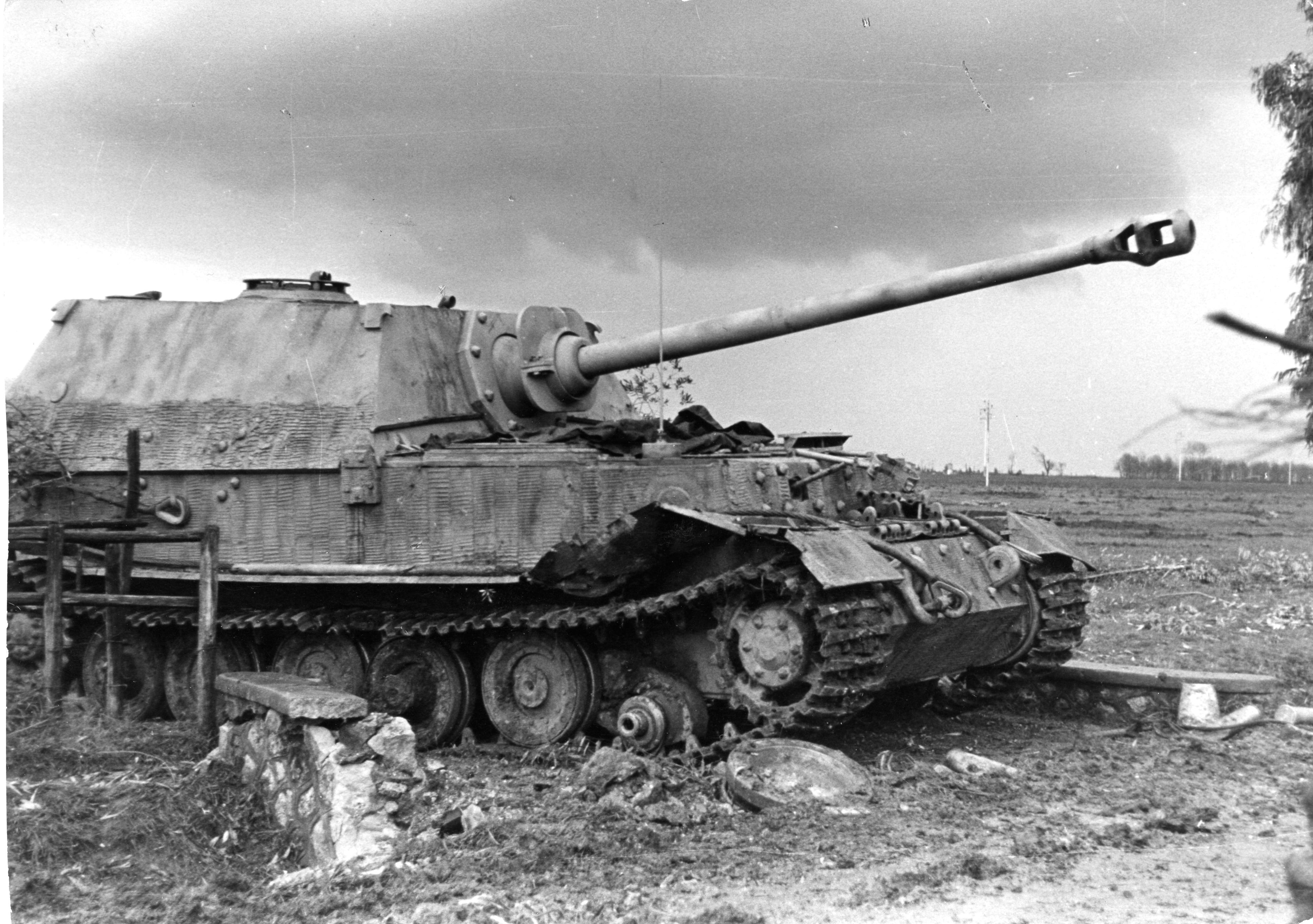
El caçatancs Elefant, de finals de guerra, duia el canó Pak 43 de 8,8 cm.

Després dels primers combats amb tancs de la Segona Guerra Mundial, a Polònia, es va comprovar que amb els obusos curts i els petits canons antitancs d'infanteria no n'hi havia prou. Així, durant tota la guerra, hi va haver una evolució contínua, sempre marcada per un creixement del calibre i la llargada.
Això es pot comprovar en l'evolució dels canons alemanys, que van començar la guerra amb peces com el 3,7 KwK.L46 de 37 mm i 46 calibres o el 7,5 KwK.37 de 75 mm i 24 calibres i van acabar-la amb canons com el 8,8 KwK.43 de 88 mm i 71 calibres o el 12,8 PaK.44 de 128 mm i 55 calibres.
La resta de faccions també van fer una progressió semblant. Els soviètics van començar amb els petits canons de 45 mm mod.32 i amb els obusos de 76 mm i de /16 o /30 calibres. Al final de la guerra ja disposaven de peces com el D-25T de 122 mm i 43 calibres, equipat als tancs IS-2.

### Guerra Freda
Després de la Segona Guerra Mundial l'evolució dels canons de tanc va estar marcada per la cursa armamentista entre el bloc capitalista i el bloc comunista.
La primera generació de canons de tanc oscil·lava al voltant dels 80-90 mm de calibre. En el bàndol capitalista, els britànics disposaven del 20 pdr (de 83,4 mm) que armava el tanc Centurion 3. Els EUA van fer servir el 90 mm Gun M3, de 50 calibres, que van instal·lar als tancs M26, M46, M47 i M48. Els francesos per la seva banda van desenvolupar canons de 7,5 cm L/70 a partir dels canons de Panther, que van instal·lar als seus blindats AMX-13. Altres països aliats, com Japó, equiparien els seus blindats amb aquests canons, per exemple el Tipus 61, el qual van equipar amb un 90 mm/50 estatunidenc.

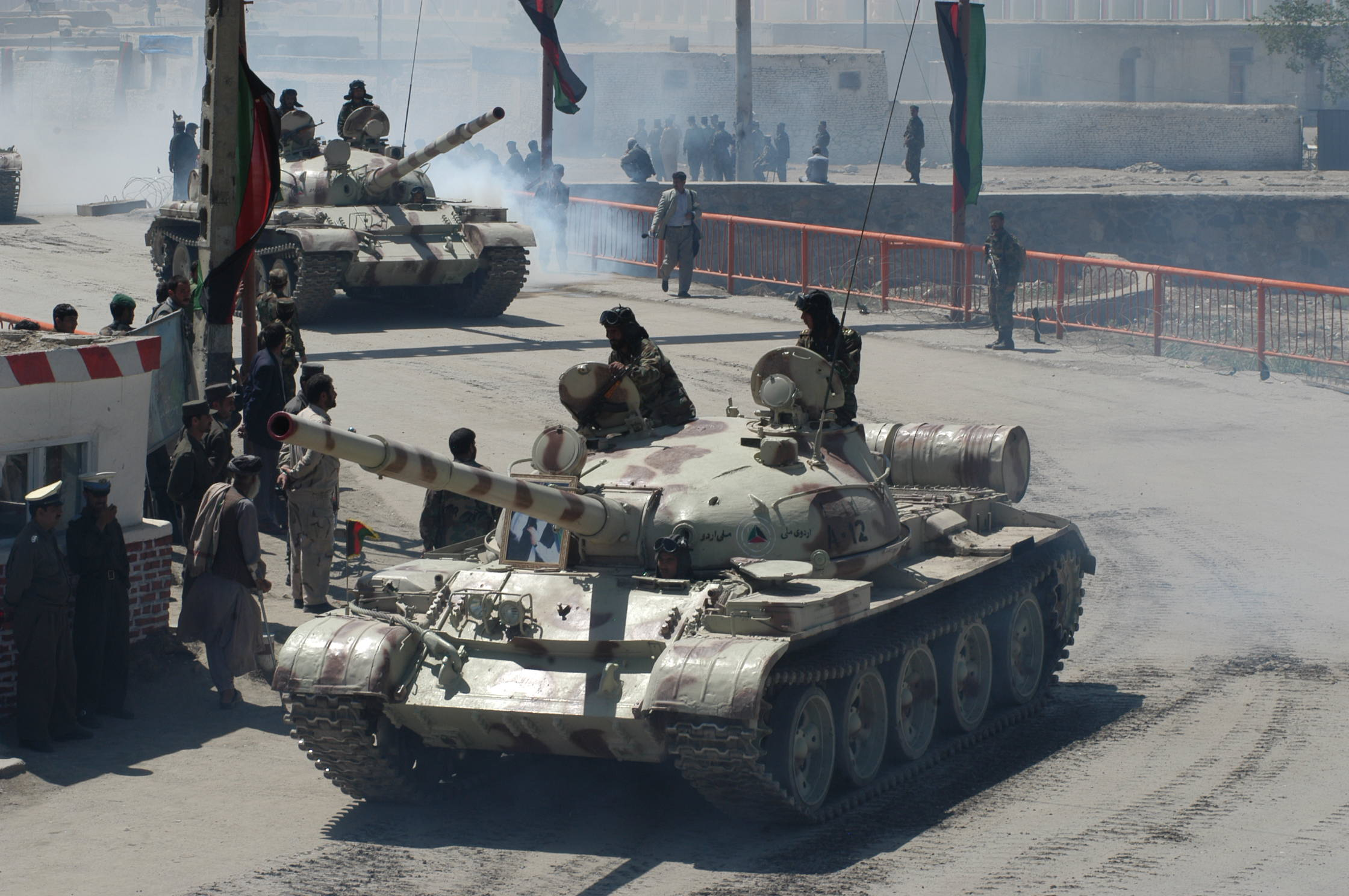
El canó del T-62 soviètic, el primer de la seva època d'ànima llisa, va resultar revolucionari. Avui en dia, el T-62, encara s'usa a molts països; com aquest afganès.

Els soviètics van intentar muntar el canó D-10T de 100 mm al T-44, però l'intent no va reeixir i van acabar instal·lant-hi un canó de 85 mm. Posteriorment, aconseguirien equipar els tancs T-54 i T-55 amb aquesta peça.
La segona generació de canons la van començar els britànics, quan Vickers va dissenyar l'any 1958 el canó L7 de 105 mm/51. Aquest canó es va estandarditzar al bloc occidental i el van adaptar als seus blindats els EUA, Alemanya, Suïssa, Suècia, Japó, Israel i Corea del Sud. Per exemple, el blindat Stridsvagn 103 suec o el Leopard 1 van estar equipats amb aquest canó. França va desenvolupar un canó propi, també de 105 mm però de 56 calibres, anomenat F-1.
La Unió Soviètica va contestar amb el canó D-68 d'ànima llisa, de 115 mm, que va muntar al T-62. Era un model innovador, ja que fins aleshores mai se n'havia fet mai cap d'ànima llisa, això li permetia disparar molts tipus de munició, inclosos míssils antitancs.

### Models moderns
Els canons de tanc actuals són de tercera generació. Desenvolupats a partir dels anys 60, també durant la guerra freda, el seu calibre ronda els 120 mm i el seu ús s'ha allargat fins a l'actualitat.
El primer a aparèixer va ser el canó L11 de Vickers de calibre 120 mm i de 55 calibres de llarg, que es va instal·lar al tanc Chieftain i posteriorment al Challenger. Els alemanys van desenvolupar el canó Rheinmetall 12 cm L/44, que s'ha equipat als tancs Leopard 2, M1A1 Abrams, Merkava III i IV. També en van fer una versió més llarga, de 55 calibres de llarg, que s'ha muntat a les variants del Leopard 2 A5, A6 i 2E (la versió espanyola del Leopard 2). Els tancs russos T-64, T-72 i T-80 es van equipar amb un canó de 125 mm d'ànima llisa i una alta velocitat de sortida.
En un futur s'espera que l'evolució dels canons de tanc passi per peces de 140 mm de calibre.

## Mida d'un canó

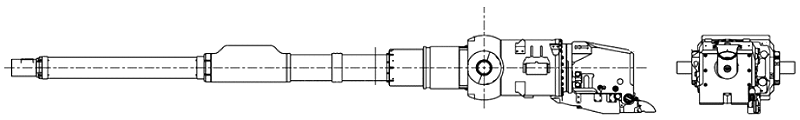
Diagrama de la versió estatunidenca del canó Rheinmetall de 120 mm, l'M256, usat als tancs M1 Abrams.

Els canons de tanc es solen descriure segons el calibre i la relació de longitud. Aquesta relació es pot calcular dividint la llargada del canó entre el calibre del tub. Aquesta mesura s'expressa en calibres/calibres de llarg.
Per exemple, el canó alemany Rheinmetall de 120 mm de calibre i 44 calibres de llarg mesura 44*120 = 5280 mm. És a dir, la longitud total del canó és de 5,28 metres.
La mida dels canons, a la majoria d'exèrcits, s'expressa de la següent manera (calibre en cm) L/(relació de longitud en calibres). En l'exemple anterior del canó Rheinmetall, la denominació seria 12 cm L/44. En el cas de l'exèrcit espanyol la denominació és (calibre en mm)/(relació de longitud en calibres), i en l'exemple, 120 mm/44.
Aquestes dades, tot i no ser cap mesura exacta de la capacitat d'un canó, són indicadors que permeten fer-se una idea de les característiques de la peça. Com més gran és la relació de longitud, normalment, més velocitat té el projectil a la sortida.

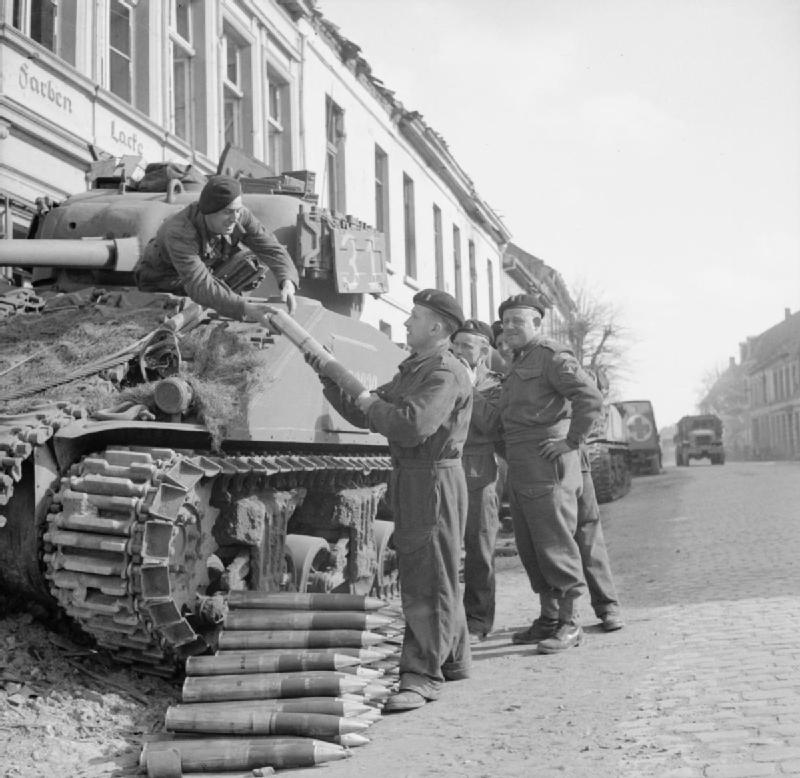
La tripulació d'un M4 Sherman britànic carrega munició al tanc.

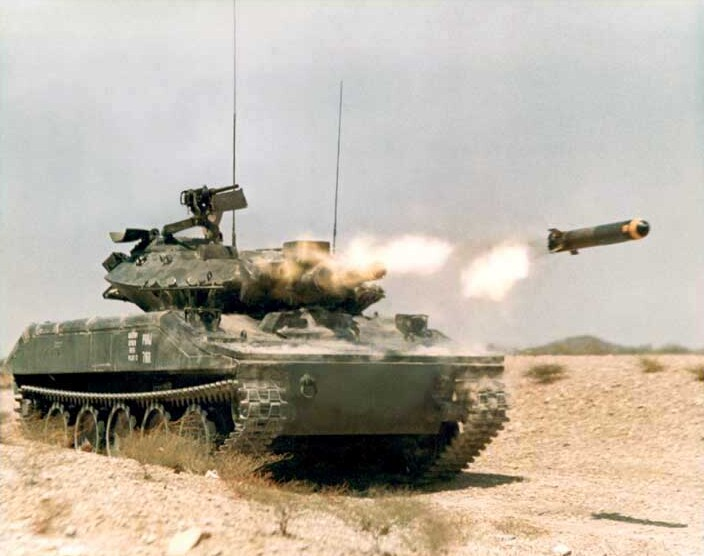
Un tanc lleuger M551 Sheridan disparant un míssil antitancs

## Tipus de munició
Tot i que al principi els canons de tanc només podien disparar munició típica explosiva d'artilleria, amb el pas del temps això va anar canviant. Avui en dia, la gran majoria de tancs, pot disparar una gran varietat de projectils amb múltiples finalitats. Alguns d'aquests projectils són:
- D'alt explosiu o HE (de l'anglès High Explosive). És una munició que conté explosius a dins i que actua per ona de xoc.
- Perforants o AP (Armour Piercing). En aquest cas, l'ogiva disparada és de metall massís. Mitjançant l'energia cinètica que adquireix al canó, quan impacta a l'objectiu el trenca. Serveix per perforar blindatges d'altres tancs. N'hi ha múltiples variants.
- Perforant explosius o APHE (Armour Piercing High Explosive). És la combinació dels dos elements anteriors, en primer moment aquesta munició perfora la cuirassa del blindat enemic i, després, l'explosiu s'hi activa a dins.
- Explosiu antitancs o HEAT (High Explosive Anti-Tank). Sovint anomenats projectils de càrrega buida, fan ús d'un con de coure que, quan impacta contra l'objectiu, es fon i es converteix en un raig de coure fos a uns 6.000 °C. Això permet penetrar, fàcilment, blindatges molt amples i causar danys importants al vehicle i la tripulació.
- Trencador de cap aixafable o HESH (High Explosive Squash Head). La punta d'aquest tipus de munició és de plàstic. Quan impacta contra l'objectiu es deforma i, amb una mica de retard, explota. Això produeix unes vibracions al blindatge del tanc que fan desprendre resquills a l'interior del blindat ferint o matant la tripulació.
- Metralla o C (Canister). És un tipus de projectil anti-infanteria. L'interior de l'ogiva està carregat amb boles de tungstè i una petita càrrega que les dispersa cap als costats. Aquestes boles, a molta velocitat, poden causar estralls als assalts en massa.
- Traçadors o T (Tracer). Són municions emplenades amb un compost químic que s'encén i fa llum al disparar-se. Serveixen per poder seguir la trajectòria del tret.
- Assistit per coet o RA (Rocket Assist). Són projectils impulsats en principi per un coet que n'augmenta l'abast. Tot i reduir la càrrega explosiva, l'abast màxim del projectil es pot incrementar fins a un 40%.
- Fòsfor blanc o WP (White Phosphorus). És un tipus de munició principalment composta per fòsfor blanc, que té molt bones propietats inflamables i que fa una gran fumerada. Poden servir per ocultar moviments o per incendiar posicions enemigues.
- Incendiària o I (Incendiary). En aquest cas el projectil està omplert amb una mescla que conté fòsfor, i d'altres químics, dissenyada especialment per provocar danys incendiaris a l'objectiu.
- Propaganda. Són municions emplenades amb pamflets propagandístics que es dispersen mitjançant una petita explosió activada per una espoleta. Es fan servir per desmoralitzar l'enemic, advertir una zona d'una intervenció militar...
- Míssils. Alguns canons de tanc poden disparar míssils des del seu tub. Es carreguen com un projectil convencional però a l'aire es redirigeixen cap al seu objectiu.